# Джин Раймонд
Джин Раймонд (англ. Gene Raymond; 13 серпня 1908, Нью-Йорк — 2 травня 1998, Лос-Анджелес) — американський актор.
Дебютував на Бродвеї в 1920-х роках. У кіно дебютував в 1931 році. Завдяки гарної зовнішності з успіхом зіграв головні ролі в ряді кінокартин. Серед найвідоміших фільмів з його участю «Політ до Ріо» (1933), «Містер і місіс Сміт» (1941). З 1937 року до її смерті був одружений з актрисою Джанетт Макдональд, дітей від шлюбу не було.

## Вибрана фільмографія
- 1932 — Червоний пил / Red Dust
- 1933 — Політ до Ріо / Flying Down to Rio
- 1934 — Седі Мак-Кі
- 1941 — Містер і місіс Сміт